# 로랑 프티지라르
로랑 프티지라르(프랑스어: Laurent Petitgirard, 1950년 6월 10일 ~ )는 프랑스의 작곡가, 지휘자이다.